# Alessandro Maganza

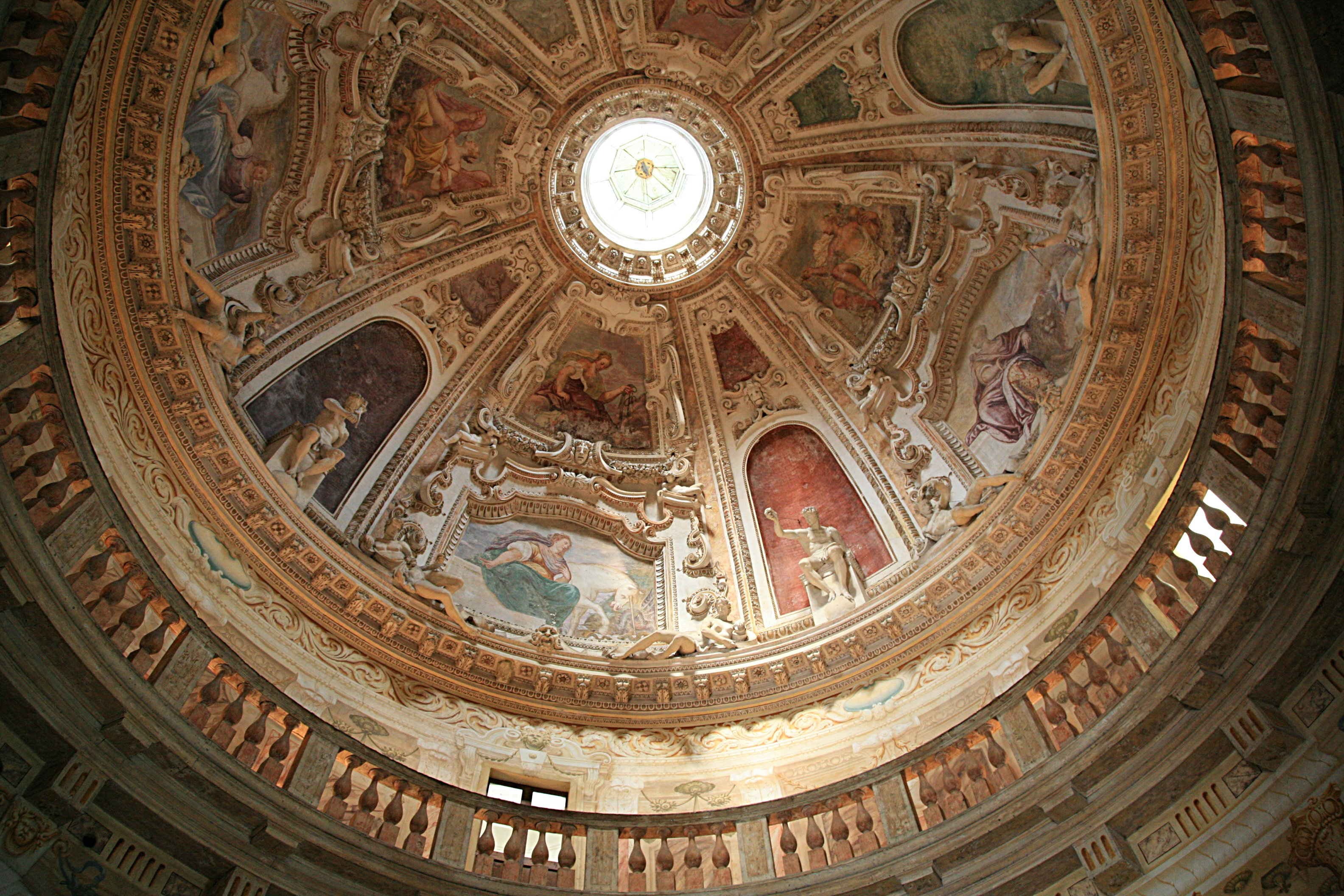
Decorazione pittorica della cupola di Villa Almerico Capra detta La Rotonda, Vicenza.

Alessandro Maganza (Vicenza, prima del 1556 – Vicenza, 1632) è stato un pittore italiano, esponente del manierismo, membro più affermato della famiglia di pittori vicentina e cittadino della Repubblica di Venezia.

## Biografia
Figlio di Giovanni Battista Maganza, anch'egli pittore affermato e maestro, tra gli altri, di Andrea Vicentino, da questi fu fin dalla giovinezza avviato all'arte della pittura, per poi trasferirsi alla bottega di Giovanni Antonio Fasolo. Morto quest'ultimo, nel 1572, si trasferì a Venezia, seguendo il consiglio dell'amico scultore Alessandro Vittoria, dove rimase fino al 1576 e dove apprese molto dalla lezione di Tintoretto e Veronese.
Tornato nella città berica, avviò una fiorente bottega assieme ai suoi quattro figli maschi (Giovanni Battista il Giovane, nato nel 1577, Marcantonio, nato nel 1578, Girolamo, nato nel 1586 e Vincenzo, nato tra il 1586 e il 1600). Nel 1584, gli viene anche affidato l'incarico di decorare la chiesa dell'ospedale di San Valentino, sempre a Vicenza.
Coadiuvato dalla sua fiorente bottega di carattere familiare - in cui lavoravano i quattro figli - diffuse numerosissime sue opere nelle città venete tra cui Verona, Brescia e Padova.
Dopo una lunga vita passata ad eseguire importanti commesse, morì nella sua Vicenza, ancora fortemente provata dalla grande epidemia di peste del 1630 che gli strappò ben tre figli, nel 1632.
Alessandro divenne l'artista più importante e dotato della bottega e sin dalle prime opere rivelò un sostanziale eclettismo: l'insegnamento del Tintoretto, filtrato dalla mediazione di Palma il Giovane, si coniuga con elementi veronesiani, individuabili nella campitura a chiare note del colore e nella precisa definizione del disegno. Nella produzione dei primi tre decenni del Seicento si nota sia nella pittura di Alessandro sia in quella dei figli (Giambattista j., Marcantonio, Vincenzo, Girolamo), accanto ad un progressivo incupimento dell'intonazione cromatica complessiva, l'impiego di un luminismo intenso di gusto bassanesco.

## Opere

### Vicenza

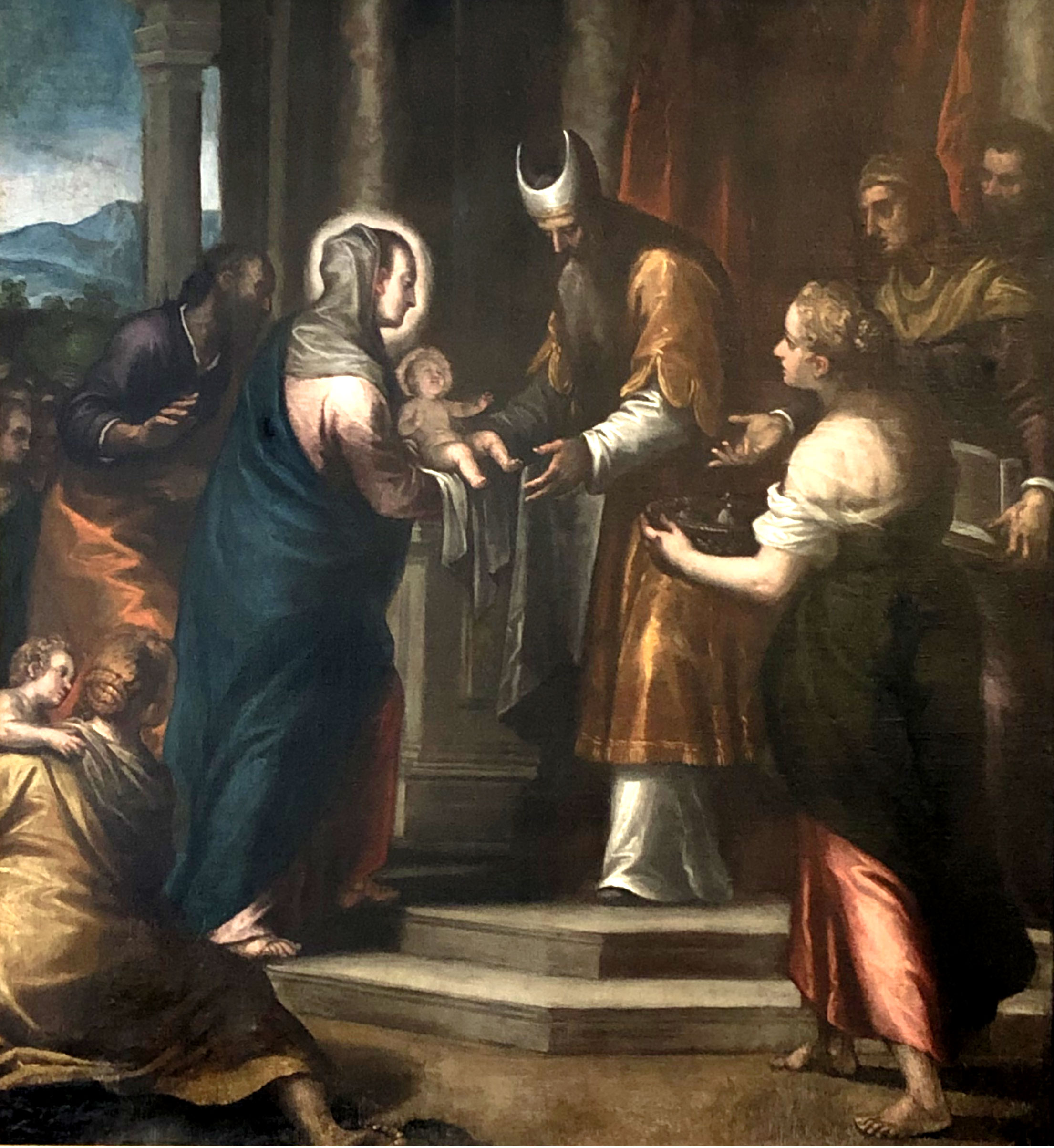
Presentazione al Tempio del Maganza.

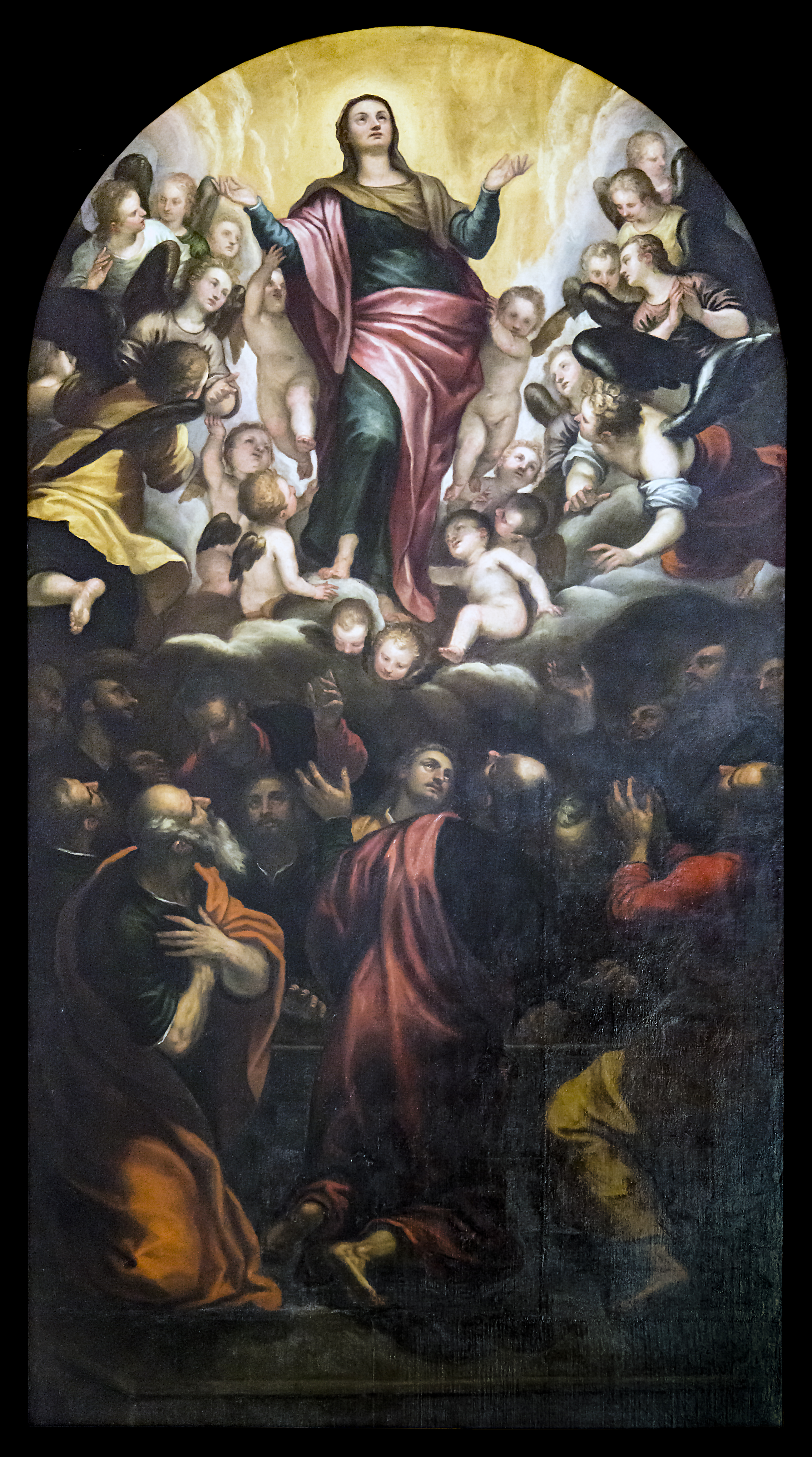
Adorazione della Vergine con gli Angeli

- Madonna con il Bambino e i quattro evangelisti, 1580, Vicenza, Santuario della Madonna di Monte Berico
- Santi Vincenzo e Marco che presentano la città di Vicenza alla Vergine, 1581, Vicenza, Cattedrale
- Adorazione della Vergine con gli Angeli , 1581  Vicenza, Cattedrale
- Adorazione dei magi, 1582, Thiene, collezione privata Porto Colleoni
- San Valentino risana gli infermi, 1584-1585, Vicenza, Basilica dei Santi Felice e Fortunato
- Pietà e santi, 1585, Vicenza, Chiesa di Santa Croce
- Dio Padre, il Cristo morto e santi, 1586, Vicenza, Chiesa di Santa Maria delle Grazie
- Sei tele per la cappella del Santissimo Sacramento, 1587-1589, Vicenza, Cattedrale:
  - Ultima Cena
  - Orazione nell'orto
  - Flagellazione (distrutta nel 1945)
  - Gesù presentato al popolo da Pilato
  - Gesù cade sotto la croce
  - Gesù inchiodato alla croce
- il ciclo dei Ritratti allegorici dei rettori della città, eseguito dalla sua bottega tra il 1588 e il 1629 è andato perduto. Si conservano:
  - L'imperatore concede i privilegi ai notai, Milano, Pinacoteca di Brera
  - Il doge conferma i privilegi ai notai, Milano, Pinacoteca di Brera
- Orazione nell'orto, ultimo decennio del '500, Vicenza, Palazzo Chiericati
- Flagellazione, ultimo decennio del '500, Vicenza, Palazzo Chiericati
- Battesimo di Cristo, 1591, Vicenza, Santuario della Madonna di Monte Berico
- San Gerolamo Emiliani con alcuni bimbi di fronte a Cristo e alla Madonna, 1592, Vicenza, già nella Chiesa della Misericordia
- Cristo dona le corone ai santi Pietro e Paolo, 1596, Vicenza, Chiesa di San Pietro
- Martirio di santa Giustina, 1596, Vicenza, Chiesa di San Pietro
- San Benedetto accoglie san Mauro, 1596, Vicenza, Chiesa di San Pietro
- San Bonaventura riceve l'eucaristia da un angelo, 1598, Vicenza, Palazzo Chiericati
- Pietà, 1600, Vicenza, Chiesa di San Pietro
- Cristo morto e donatori, 1600, Schio, Chiesa di San Francesco
- Trinità adorata dai santi Alessandro e Gennaro vescovo, 1600 circa, San Vito di Leguzzano, chiesa parrocchiale
- Tredici teleri per il soffitto della Chiesa di San Domenico, 1603-1604, Vicenza, Chiesa di San Domenico
- "Incoronazione della Vergine", (1615 circa), Crespadoro, Chiesa Arcipretale di Sant'Andrea Apostolo
- Madonna del Rosario, tra il 1604 e il 1608, Barbarano Vicentino, chiesa parrocchiale
- Natività, 1605, Vicenza, Chiesa dei Filippini
- Sei piccoli riquadri per l'antico tabernacolo della cappella del Sacramento della Cattedrale, 1606, Vicenza, Curia vescovile:
  - Cristo Risorto
  - Fede
  - Speranza
  - Temperanza
  - Carità
  - Padre Eterno
- Allegorie della Religione e delle Virtù, datazione incerta, Vicenza, Villa Almerico Capra
- San Vincenzo, 1613, Thiene, Chiesa di San Vincenzo
- Trionfo di Sebastiano Venier vincitore dei Turchi, 1619, Vicenza, Chiesa di Santa Corona
- Martirio di sant'Andrea, Vicenza, Chiesa di San Pietro
- Martirio dei santi Leonzio e Carpoforo, Vicenza, Cattedrale
- Ciclo di tele (perduto) sulla glorificazione della Vergine, Vicenza, Oratorio del Gonfalone (con la collaborazione del figlio Giambattista, di Andrea Vicentino, Palma il Giovane e Porfirio Moretti), distrutto da un bombardamento durante la seconda guerra mondiale.
- San Nicolò con i santi Francesco, Chiara, Caterina d'Alessandria e Lorenzo, 1607, Schio, chiesa di San Nicolò

### Padova

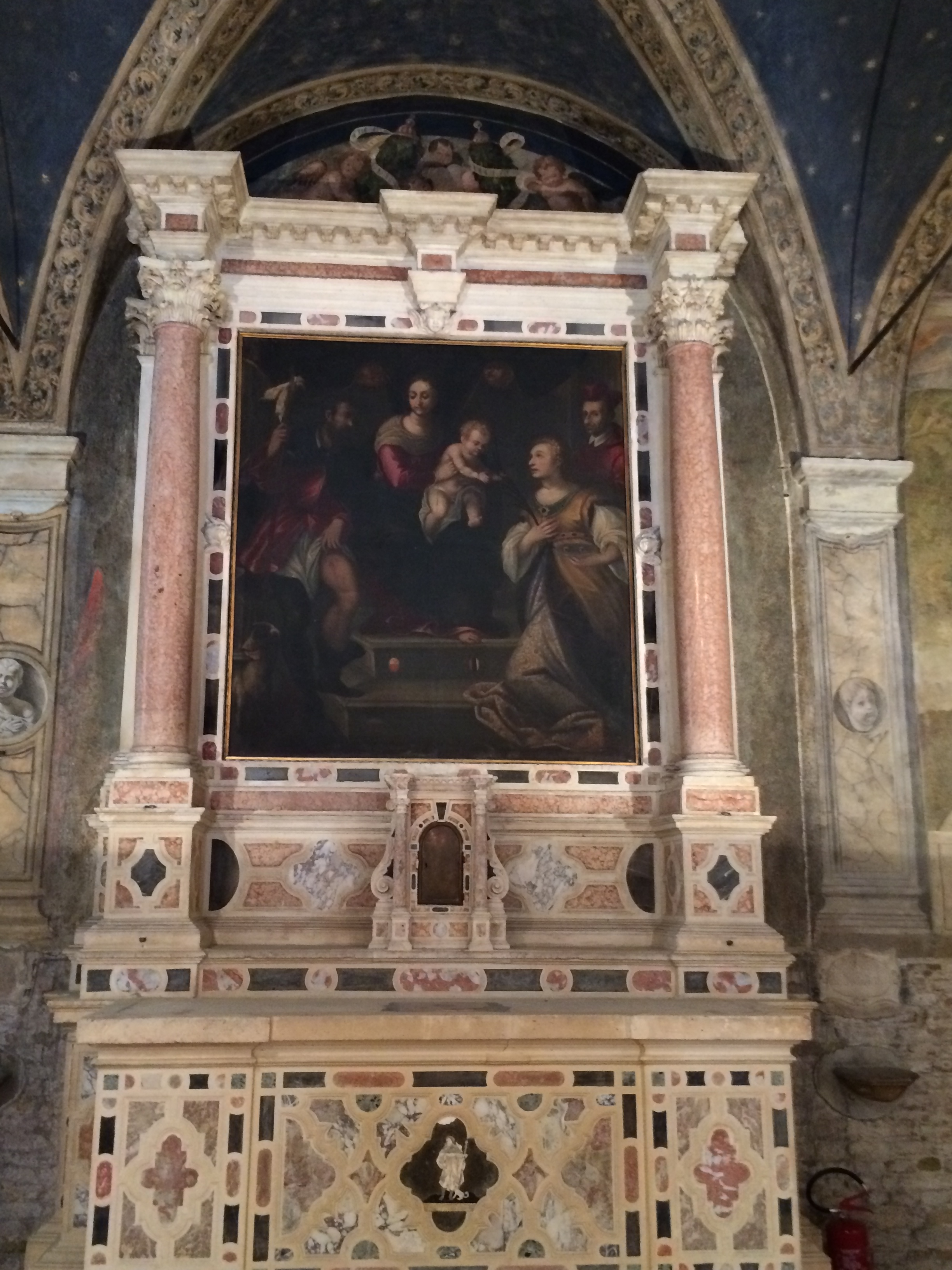
Madonna e Santi, pala d'altare della Scuola di San Rocco.

- Trasfigurazione, Padova, Chiesa di San Benedetto Vecchio
- Adorazione dei Magi, Padova, Chiesa di San Gaetano
- Disputa tra i dottori, Padova, Chiesa di San Gaetano
- Pietà, Padova, Chiesa di San Gaetano
- Santa Caterina, Padova, Chiesa di San Gaetano
- Gesù salva Pietro e gli Apostoli, attribuita, Padova, chiesa di San Gaetano
- Madonna e Santi, pala d'altare della Scuola di San Rocco

### Mantova
- Nozze di Cana, 1603, Mantova, Chiesa di San Barnaba[2]